# Rhinoclemmys
Sous-famille
Genre
Synonymes
- Callopsis Gray, 1863

Rhinoclemmys, unique représentant de la sous-famille Rhinoclemmydinae, est un genre de tortues de la famille des Geoemydidae.

## Répartition
Les neuf espèces de ce genre se rencontrent en Amérique du Nord en Amérique centrale et en Amérique du Sud.

## Liste des espèces
Selon TFTSG (15 juin 2011) :
- Rhinoclemmys annulata (Gray, 1860)
- Rhinoclemmys areolata (Duméril & Bibron, 1851)
- Rhinoclemmys diademata (Mertens, 1954)
- Rhinoclemmys funerea (Cope, 1876)
- Rhinoclemmys melanosterna (Gray, 1861)
- Rhinoclemmys nasuta (Boulenger, 1902)
- Rhinoclemmys pulcherrima (Gray, 1856)
- Rhinoclemmys punctularia (Daudin, 1801)
- Rhinoclemmys rubida (Cope, 1870)

## Publications originales
- Fitzinger, 1835 : Entwurf einer systematischen Anordnung der Schildkröten nach den Grundsätzen der natürlichen Methode. Annalen des Wiener Museums der Naturgeschichte, vol. 1, p. 105-128 (texte intégral).
- Le & McCord, 2008 : Phylogenetic relationships and biogeographical history of the genus Rhinoclemmys Fitzinger, 1835 and the monophyly of the turtle family Geoemydidae (Testudines: Testudinoidea). Zoological Journal of the Linnean Society, vol. 153, p. 751-767 (texte intégral).